# 练湖
练湖是一个位于中国江苏省丹阳市的湖泊，面积约为0.8平方千米。